# 森本省治
森本 省治（もりもと しょうじ、1946年6月25日 - ）は日本の技術者、実業家。第7代日揮株式会社代表取締役社長を務めた。

## 来歴・人物
岡山県出身。森本達雄・房江の三男。1967年高松工業高等専門学校機械工学科卒業、日揮入社。日揮ではプロジェクトマネジャーとして活躍し、部下にはのちに社長となる石塚忠などもいた。1998年取締役に昇格。2000年常務取締役。2001年専務取締役。
2002年からプロジェクト部門出身者としては初となる日揮代表取締役社長を務め、リスク管理の強化を進めた。2006年から体調を崩し、2007年に健康上の理由で取締役相談役に退いた。同年最高顧問。